# Trópusi pivi
A trópusi pivi (Contopus cinereus) a madarak (Aves) osztályának verébalakúak (Passeriformes) rendjébe és a királygébicsfélék (Tyrannidae) családjába tartozó faj.
A magyar név forrással nincs megerősítve, lehet, hogy az angol név tükörfordítása (Tropical Pewee).

## Rendszerezése
A fajt Johann Baptist von Spix német ornitológus írta le 1825-ben, a Platyrhynchus nembe Platyrhynchus cinereus néven.

## Alfajai
- Contopus cinereus aithalodes Wetmore, 1957
- Contopus cinereus bogotensis (Bonaparte, 1850)
- Contopus cinereus brachytarsus (P. L. Sclater, 1859)
- Contopus cinereus cinereus (Spix, 1825)
- Contopus cinereus pallescens (Hellmayr, 1927)
- Contopus cinereus punensis Lawrence, 1869
- Contopus cinereus rhizophorus (Dwight & Griscom, 1924)
- Contopus cinereus surinamensis F. P. Penard & A. P. Penard, 1910[2]

## Előfordulása
Mexikó, Costa Rica, Salvador, Guatemala, Honduras, Nicaragua, Panama, Argentína, Bolívia, Brazília, Ecuador, Kolumbia, Francia Guyana, Guyana, Suriname, Paraguay, Peru és Venezuela területén. 
Természetes élőhelyei a lombhullató erdők, szubtrópusi és trópusi mangroveerdők, síkvidéki és hegyi esőerdők, valamint cserjések. Vonuló faj.

## Megjelenése
Testhossza 15 centiméter.

## Életmódja
Általában egyedül vagy párban rovarokkal táplálkozik.

## Természetvédelmi helyzete
Az elterjedési területe rendkívül nagy, egyedszáma pedig stabil. A Természetvédelmi Világszövetség Vörös listáján nem fenyegetett fajként szerepel.